# Mesamia obliquus
Mesamia obliquus är en insektsart som beskrevs av Walker 1851. Mesamia obliquus ingår i släktet Mesamia och familjen dvärgstritar. Inga underarter finns listade i Catalogue of Life.